# Colin McPhee
Colin Carhart McPhee (ur. 15 marca 1900 w Montrealu, zm. 7 stycznia 1964 w Los Angeles) – amerykański kompozytor i muzykolog.

## Życiorys
W latach 1918–1921 studiował w Peabody Conservatory w Baltimore u Gustava Strubego (fortepian) i Harolda Randolpha (kompozycja). W latach 1921–1924 kontynuował naukę gry na fortepianie u Arthura Friedheima w Toronto. Od 1924 do 1926 roku przebywał w Paryżu, gdzie kształcił się u Paula Le Flema (kompozycja) i Isidora Philippa (fortepian). Po powrocie w 1926 roku do Stanów Zjednoczonych zainteresował się nowymi prądami w muzyce, pobierał lekcje u Edgara Varèse’a. W 1931 roku napisał ścieżki dźwiękowe do eksperymentalnych filmów H20 i Mechanical Principles. Między 1931 a 1939 rokiem przebywał z krótkimi przerwami na wyspie Bali, gdzie zajmował się studiami nad malajskim folklorem muzycznym. Interesował się gamelanem. W czasie II wojny światowej pracował jako konsultant w Office of War Information. Publikował krytyki muzyczne w „Modern Music” i „The Musical Quaterly”. Od 1958 do 1964 roku wykładał na Uniwersytecie Kalifornijskim w Los Angeles.
Opublikował książki House in Bali (Nowy Jork 1946), A Club of Small Men (Nowy Jork 1948) i Music in Bali (New Haven 1966).

## Wybrane kompozycje
(na podstawie materiałów źródłowych)

### Utwory orkiestrowe
- 2 koncerty fortepianowe (I 1920, II 1923; obydwa zaginione)
- Sarabande (1927)
- 3 symfonie (I 1930 zaginiona, II 1957, III 1960–1962 niedokończona)
- Tabuh-Tabuhan na 2 fortepiany, orkiestrę i egzotyczne instrumenty perkusyjne (1936)
- 4 Iroquis Dances (1944)
- Transitions (1954)
- Nocturne na orkiestrę kameralną (1958)
- Koncert na orkiestrę dętą (1959)

### Utwory kameralne
- Pastorale and Rondino na 2 flety, klarnet, trąbkę i fortepian (1925, zaginione)
- Koncert na fortepian i oktet dęty (1928)

### Utwory fortepianowe
- 4 Piano Sketches (1916)
- Invention (1926)
- Kinesis (1930)
- Balinese Ceremonial Music na 2 fortepiany (1934–1938)

### Utwory wokalno-instrumentalne
- Sea Shanty Suite na baryton, chór męski, 2 fortepiany i kotły (1929)
- From the Revelation of St. John the Divine na chór męski, 3 trąbki, 2 fortepiany i kotły (1935, zaginione)